# カーニ
ユージーン・H・カーニ (Eugene H. Krabs) とはスポンジ・ボブに出てくるカニである。原語版では、クランシー・ブラウンが演じている。日本語版は奥田啓人が声を当てている。
カーニは、ビキニタウンにある有名なファーストフードレストランであるカニカーニを経営している。彼は10代のマッコウクジラである娘のパールと一緒に錨のような形をした家に住んでいる。彼はお金に夢中になっていて、それを使うのが嫌いであるが、パールを幸せにするために努力をする。彼は自分の富を心配し、従業員であるスポンジ・ボブとイカルドの要求を無視することが多い。彼はパフ先生と恋愛関係にあり、かつての親友であるプランクトンとライバル関係にある。
カーニの評価はシリーズの開始時は肯定的であったが、シリーズが進むにつれて賛否両論となった。批評家はパールのシングルファーザーとしての彼の描写に賞賛をしたが、シリーズの実行を通して彼の欲望の知覚された誇張を批判した。

## 概要
通称はカーニさん（原語版：ミスター・クラブス (Mr. Krabs)）で、スポンジ・ボブを初めとする人物からそう呼ばれている。
レストラン「カニカーニ」の創業者であるオーナーのカニ。カニカーニで働くスポンジ・ボブやイカルドにとってカーニは上司にあたる。日本語版での語尾は「カニ」「ガニ」で「カ〜ッカッカッカッ…」と笑う。見た目はツッコミ役に見えるが、実はボケ役。
極度のケチで金銭の亡者。金を使うことを拒み、1セントでも失くしたらパニック状態に陥る。趣味は釣りと貯金。それに関連して、店のエアコンの温度設定に敏感であり、勝手に変更する者を許さない（誰かが変更すれば即座に警報が鳴る）。ただし、惚れた相手には浪費しまくる。「カニカーニではみな平等」というポリシーを持ち、金を払えば誰でも受け入れる（例えば劇中で、強盗に食事を提供しているシーンがある）。「お金」「無料」「タダ」などの言葉に弱い。
地道な努力が報われて、『楽しい釣り旅行』では、「カニカーニのお客さんの1人」が払った「1ドル 札」で、念願の「100万ドル 丁度」を稼ぐ事に成功しており、カーニ曰く「私ら カニは、みんな『100万ドル』稼ぐのが夢なんだ！」と、生きている内に「長年の夢」を叶える事が出来て、すごく大興奮しながら喜んでいた。
それ以降も、スポンジ・ボブと イカルド達のおかげで、見事に稼ぎまくって貯金しているのだが、現在では どれ程の大金を稼げているかは 不明である。それというのも、トラブルや事件に巻き込まれて、自分の店の「カニカーニ」が破壊してしまう事も 度々あるため、当然だが、その「稼いで貯金しまくった金」を、店の修理費のために 泣く泣く使わないといけない事も 多いため、なおさら、彼の 「全財産 額」は、不明なのである。
また、『歯の妖精』では、彼は幼い頃には、「抜けた歯を 枕の下に置いて寝れば、その歯と交換に コインをくれる、本物の『歯の妖精』に、自分の歯を 全部売った」事が、本人の証言と、当時の「幼き頃の彼の写真（両手に、歯の妖精から与えられたコインが入ってる袋を持つ）」で判明しており、自分の歯まで、コイン欲しさに 「歯の妖精」に1本も残らず売っていた。そのため、彼の歯は、全部「入れ歯」である。
お金を「自分の体の中」に貯金する事も可能であり、『シニア割引き』では、「自分の頭」を外しながら 「稼いだお金を 自分の体の中に貯金する」場面があり、自分の体を 自ら「貯金箱」として有効活用する事もある。『おばあちゃんとの約束』でも、自分の頭を外して、体の中に 札束と小銭を貯金していたが、この話では「秘密のレシピ」まで収納しており、何でも入る 便利な体をしている事が分かる。
頭だけではなく、話によっては「目玉を外して挨拶する」（『カーニバーガー禁止令』）事と、「興奮のあまりに目玉が破裂」しても「交換用の目玉」を取り付ければ元通り（『カーニさんのバケーション』）な事と、「自分で右足を外す」（『シニア割引き』）事と、「両手が外れる、取れる」（『カーニさんのバケーション』など）（※両手が外れたり、取れるのは スポンジ・ボブも同じ）という事があったが、何事も無かったかのように普通に 元通りに戻るので、スポンジ・ボブとパトリックと同じく、かなりの不死身で 丈夫な体の持ち主でもある。
スポンジ・ボブの父親のような存在とされており、彼を「息子のようなものだ」と言っている。カーニは、彼が困ったときにしばしば彼を叱るが、時には父親のようなアドバイスを彼に与える。ただし、『生まれ変わったカーニさん』ではさまよえるオランダ人に彼を売ったり、『スポンジ・ボブ　クビになる』では経費削減のためあっさり彼をクビにしたり（最終的にはイカルドが連れ戻したスポンジ・ボブに謝罪して再度雇用する）などひどい面もある。他にも、腐って黄色に変色したハンバーグパティを「スポンジバーガー」といって売ったり、バーガーの食べ残しで石鹸を作ったり（この石鹸を使ったパールはフジツボだらけになってしまった）などとんでもない行動にでることもある。息子は絶対にほしくないらしい。（「一番のケチは誰？」）毎年恒例のケチなカニ仲間が集まる集会のときには、スポンジボブは僕に〇〇で呼んでいいですかのときは、パパさんのときはいいような反応をしていた。（「一番のケチは誰？」）作中では、パフ先生とイカルドと同様に警察に捕まったエピソードがある（『スポンジカーニ』、『カーニバーガー泥棒』、『海賊船の秘宝』）。
カーニのライバルで、かつての親友であったプランクトンは、カニカーニの真向かいにある失敗したレストラン「エサバケツ亭」のオーナーであり、エサバケツ亭を運営している。カニカーニの真向かいにあるレストラン「エサバケツ亭」のオーナーのプランクトンとはライバル同士で、プランクトンはたびたびカーニバーガーの秘密のレシピを盗もうとするが、失敗している。彼は、プランクトンがカレンを使用してレシピをリバースエンジニアリングする可能性があることを恐れて、カーニバーガーを合法的に購入することを許可することさえ拒否した。カーニはまた、エサバケツ亭が決してビジネスを行わないようにすることを彼の義務としている。そのため、『プランクトンを警戒せよ！』では、2人は「お互いを見張るため」に、よく2人で「旅行に行く」事が判明している。
カーニは彼自身の幸福よりもお金を大切にし、彼にとっての経済的価値に基づいて他のキャラクターを評価する。唯一の例外は、パールと彼のガールフレンドのパフ先生である。パフ先生への彼の愛情は非常に強いので、一時的に彼の欲望を超越し、彼女の高価な贈り物を買うこともある。
カニは陸上でも生きられるが、カーニも一日ぐらいなら水がなくても生活できる。非常に鼻がよく、道に落ちているコインを匂いを嗅いで探していたこともある。カニらしく足を速く動かして歩く。体の色は赤。
年齢的には若そうな見た目であるが、自分で「老いぼれ」といっているなど、見た目よりもいい歳のようである。
声に関しては、初めはこもっていたが、出てくるたびに現在のどら声になっていった。シーズン1では一人称は「ワシ」で口調も老人風だったが、シーズン2以降からは一人称が「私」になり口調も普通になった。若い頃の一人称は「僕」1942年11月30日生まれで、スポンジ・ボブとパトリックとはかなり年が離れている。身長7インチ、体重5オンス。
名前は本来の綴りCrab（カニ）をKrabに変えたもの。当初名前は「Crabs」にする予定だったが、パイロットフィルムを作っていた時、CからKに変更された。
日本語版の名字では、生き物のカニを「カ」と「ニ」の間に「ー」を付け、カーニという呼び方になっている。店の名前はカニカーニと呼ばれている他、食べ物の名前にも頭文字をカーニが付く。

### カニカーニ
カーニはレストラン「カニカーニ」の創業者であり、オーナーでもある。カニカーニでは、スポンジ・ボブがフライ係、イカルドがレジ係として働いている。カニカーニで働くスポンジ・ボブやイカルドにとってカーニは上司にあたる。レストランの成功は、ほとんど競争がなく、カニカーニの代表的なメニューであるカーニバーガーの人気に基づいている。このメニューのレシピは厳重に守られた企業秘密である。彼は頻繁に彼のレストランの人気を悪用し、価格のつり上げを行う。
カニカーニでは、2人の従業員が少額の賃金で働いており、彼の財政にプラスの影響を与えているため、容認している。しかし、顧客を追い払う行動に従事している場合、彼はすぐに彼らを非難する。
店のエアコンの温度に対しては敏感で、勝手に変更する者を許さないほど。誰かが変更すれば即座に警報が鳴るようになっている。 このレストランでは、金を払えばたとえ強盗でも食事を提供するという事になっている。
なお、油は「月に1度」しか変えていなくて、衛生面には問題ある（『テレビ出演』にて）。
なお、お客さんの「忘れ物」や「なくし物」を保管している「なくし物 置き場」が、地下にはあり、とても広くて、「傘」や「ビーチサンダル」や「サングラス」や「カギ」や「リモコン」や「骨董品」や「ガラクタ」も「チープな小物」や「チープな おもちゃ」や「貯金箱」など、色々と保管されており、1階建ての建物 と思いきや、地下室まで完備されていて、本格的である。
家族は長女との2人暮らしで、長女のパールを溺愛している。錨の家に住んでいる。妻については不明だが、『恐怖の深海魚一族』や『カーニさんの花嫁』では結婚しており、パールに「新しいママができる」と言っていた。
また、放送初期には「ミミズ犬」を飼っていて、『サンディのロケット』では、夜に その「ミミズ犬」の散歩をさせているカーニが登場する場面がある。その後の話では、自分のミミズ犬の 名前を呼んでいる場面もあった。しかし、現在では 「カーニの家」でも、ミミズ犬の存在は 確認されておらず、完全に 消息不明である。
親族として三つ子の甥っ子がいる。祖父は健在で、現役の海賊でもある。続柄関係は父、長男、叔父、夫（計二回）、孫息子。パールを除く親族は全てカニである。フランス語やスペイン語やラテン語も話せる。
『シニア割引き』では、上記の「父親」と「ひいじいさん」が生きている事が判明しており、上記の「祖父」と共に、カーニに呼ばれて、「カニカーニ」に集合となった。

### 生い立ち
昔は貧乏で、ジェンキンスがくれたぼろ切れで作った服などを着ていた。生まれた頃から一緒の幼馴染で、当時は大親友だったプランクトンとともにいじめられていた。また、重度のうつ病を患い孤独な毎日を過ごしていたが後に克服。
初めて手に入れたお金は、遊園地に落ちていた1セント。これ以降お金が大好きになった。
幼き頃には、「抜けた歯を 枕の下に置いて寝ると、本物の『歯の妖精』が来て、歯と交換にコインを くれる」という話を聴いた彼は、当時 本当に「歯の妖精」に、自分の歯を全部売って、コインを大量に 貰えた事がある事が、当時の彼の写真と、本人の証言で判明しており、現在の彼の歯は、実は「入れ歯」である模様（『歯の妖精』にて）。
ポセイドーン学校を卒業後ビキニタウン大学に入学した。その後、軍隊（海軍）に在籍。軍籍時のニックネームは「鎧腹のカーニ」。昔海軍で「強い男のトロフィー」を持つほど、たくましい男だった。また、海賊に襲われ、知恵と勇気で海賊から船を守った、という輝かしい武勇伝もある。
海軍時代はシェフの仕事をしていた。スポンジ・ボブの代わりに厨房に入った際は失敗ばかりで、客に見放されてしまった（『病気になっちゃった!』、『スポンジ・ボブ　クビになる』、『スポンジ・ボブの店』）。
カーニバーガーを完成させた際にプランクトンと仲が悪くなった（『親友？それとも敵？』）。ただし、本当は互いにかつての関係に戻りたがっていることもあり、仲良く喧嘩しているという表現が適切。なので共通の目的があれば手を組んで共闘する。『友情のレシピ』では、渋々ながらも協力した。『プランクトンを警戒せよ！』では、「お互いを見張り合う」ためとは言えど、「2人で旅行に行く」事があると判明してたり、同じ話で「今日はカーニバーガーを初めて盗もうとした記念日」の「サプライズパーティー」を、プランクトンが カーニと祝うために 準備していたりなど、2人の友情は、完全に崩壊してるとは言えないエピソードも、意外と存在する。
その後、ひょんなことから手に入れた破産した老人ホームを改造してカニカーニを作った（『トレーニングビデオ』）。また、初めて稼いだ1ドル札を大事にしている。だがスポンジボブが大掃除のときに1ドル札を拭いてしまい、最終的にはスポンジボブが交換している（「秘密のレシピが盗まれた」）
年齢的には若そうな見た目であるが、自分で「老いぼれ」といっているなど、見た目よりもいい歳のようである。

### 恋愛歴
キャッシーナ (Cashina)
声：松浦チエ／シリーナ・アーウィン
『カーニさんの花嫁』に登場した札束の女性。カーニが恋に落ち、彼と結婚した。実はプランクトンがカーニから秘密のレシピを聞き出すために作ったロボットである。カーニが涙を機械の中に落としたことで正体がバレてしまうが、カーニは妻を失った悲しみによりいつものようにプランクトンを投げ飛ばさなかった。
パフ先生
声：谷育子（シーズン1 - 8）→高橋里枝（シーズン9以降）／メアリー・ジョー・キャトレット
夫のミスター・パフがいたが、フグ型の照明器具になってしまい、現在は寡婦。
シーズン2でカーニとパフ先生はデートし、それ以降アニメにおいて2人に関する描写はなかったが、シーズン10ではデートして16年目であると語られ、その間も交際が続けられていたことが確定された。
なお、上記の『カーニさんの花嫁』では、普通に「結婚式の参列者」として登場しており、「カーニ」と「キャッシーナ」の仲を 祝福しており、「ブーケトス」の場面では、体を 膨らませながら 「ブーケの花束」を受け取ろうとするが、失敗してしまい、その「ブーケの花束」が パトリックの口の中に入ってしまい、彼に食べられてしまったので、他の女性客と共に 悲しそうな顔をしていた。

## キャラクター

### セッティング・デザイン
カーニは、ステファン・ヒーレンバーグの人生の特定の人物に基づいたスポンジ・ボブの唯一のキャラクターである。カーニをデザインするとき、ヒレンバーグはシーフードレストランの元マネージャーからインスピレーションを得た。ヒーレンバーグによれば、彼のマネージャーは赤毛で筋肉質で、元軍の料理人だった。これらの3つの特性は、カーニのキャラクターに適合し、カーニの赤い色が髪の毛の代わりになった。カーニの話し方は、メイン州の強いアクセントであり、ヒーレンバーグに海賊を思い出させたレストランのオーナーにも触発された。しかし、所有者は貪欲ではなく、この詳細は「彼にもっと個性を与える」ためにヒーレンバーグによって追加された。
ヒレンバーグが最初にカーニを作成したとき、彼とパールの名前はKではなくCで綴られていた。したがって、カーニのレストランの名前は「Crusty Crab」であった。当初名前は「Crabs」にする予定だったが、パイロットフィルムを作っていた時、CからKに変更された。ステファン・ヒーレンバーグは、Kはもっと面白くて記憶に残ると判断した。カーニとパールを錨に住まわせるという決定は、最初のシーズンの制作が開始された後に行われた。ヒレンバーグが1997年にネットワークへのプレゼンテーション資料の一部としてニコロデオンの幹部に示した番組の設定の元の地図には、錨の家が含まれていなかったが、代わりに両方のキャラクターの住居としてカニカーニのラベルが付けられていた。
カーニは独特の歩き方をしている。彼が動くとき、彼は彼の足を非常に速く動かし、彼は2本以上の足を持っているかのように見える。初期のエピソードのアニメーションを監督するとき、ヒレンバーグの目標の1つは、各キャラクターがそれぞれの個性を示す個別の歩き方を持つことであった。エリック・ウィーゼは、漫画のつもりで、カーニの歩行サイクルを設計した。エリック・ウィーゼは、2012年に、「私はカーニの小さな足を4フレームのマルチブラーサイクルでアニメーション化した。 - これは、彼をカニのように歩くための最良の解決策だったと思います」と回想した。ウィーゼがペンシルテスト機でそれを示した後、ヒーレンバーグは歩き方を承認した。

### キャスティング
原語版の声は、アメリカの俳優クランシー・ブラウンが演じている。彼がキャラクターに使用する声を「海賊」と表現し、「スコットランドの小さな悪党」と表現している。ブラウンによれば、カーニの声はオーディション中の即興であり、正しい声を見つけるのは難しいことではなかった。ブラウンはこの役を演じるのが好きで、2015年にニューヨークポストに次のように語っている。「時間の終わりまで(声)をやってもかまいません。海底で惨めなカニを演じる実写作品（テレビや映画など）には当然の帰結はありません。」
ブラウンは、2005年の雑誌ストロングのインタビューで、スポンジ・ボブでの彼の仕事を、彼の生きる役割と比較して、「他のすべてのキャリア」として説明した。ブラウンの他の演技プロジェクトでは、デニス・クエイドを含むスポンジ・ボブにゲスト俳優を招き、ブラウンとのエクスプレス/負けざる男たちの仕事はエピソード『海賊カーニさん』のゲスト出演者としての彼の選択につながった。

## 反響
カーニに対する批判的な意見はまちまちである。ほとんどは、彼のケチに対する批判だった。エコノミストのサラ・ニューカムは、カーニを否定的な固定観念として説明し、ワイリーの本に次のように書いている。
「ミダース、エベネーザ・スクルージ、チャールズ・モンゴメリ・バーンズ社長、カーニは同じケチなキャラクターであり、何よりもお金を大切にする人を表している。」
ポーランドの学者バーバラ・チャニャフスカは、「顧客と労働者を同様に搾取する冷酷な資本家」であるにもかかわらず、スポンジ・ボブ 海のみんなが世界を救Woo!でのカーニの英雄的な描写を嫌っていた。彼女は後に、番組がキャラクターの「ビジネスにおける合法的な操作と搾取的な権力関係」の使用をどのように正常化したように見えるかを批判した。 逆に、ハフポストの政治活動家ハウィー・クラインは、2006年にカーニは「まさに邪悪な悪役ではなく、貪欲に取りつかれた共和党のタイプ」であると述べ、キャラクターのより肯定的な解釈を提供した。クラインはこのトピックについてスポンジ・ボブの声優トム・ケニーにインタビューした。 ケニーはカーニを石油ビジネスマンのアール・P・ハリバートンと比較し、そのキャラクターをコメディー表現と呼んだ。
「チェックされていない、考えられていない、規制されていない資本主義。(カーニにとって)すべては、社会的責任についてではなく、収益についてです。」
2011年の著書「SpongeBob SquarePants and Philosophy」で、政治学者のJ・フォイいくつかの章でカーニの敵対的な側面について論じている。フォイは、プランクトンとカレンではなく、カーニがシリーズの真の邪悪なキャラクターであると主張している。彼はまた、「カーニは彼が経験する苦しみから、または彼が他人に負わせる痛みや闘争を目撃することから学ぶことは決してないようだ」というカーニの性格に関する彼の問題を指摘している。

コンプレックスの記事で、Debbie Encaladaは、スポンジ・ボブシリーズ全体が社会的規範に挑戦していることを称賛した。パールのシングルファーザーとしてのカーニの描写は、番組の「核家族の考えに微妙に挑戦することによる破壊性」の例として特に強調された。ニューズデイのメーガン・ジャノッタは、2016年の記事でそのキャラクターについて前向きに書いている。
「カーニさんは 、...ケチなことで知られているかもしれません。しかし、彼はまた決心していて、良い友達であり、父親でもあります。 彼は娘のパールを幸せにするために必要なことは何でもします、そして彼は彼のファーストフードビジネスを保護するのを助けるために極端な手段に行きます。」
シーズン4のエピソード「いとしのゲイリー」のレビューで、テレビ批評家のトム・シェイルズは、カーニを「気さくな」そして「スポンジ・ボブにおいて人々が愛するもの」の1つとして説明した。DVD Talkのポール・メイビスは、『トレーニングビデオ』をシリーズ最高のエピソードの1つに挙げ、カーニの裏話のユーモラスな描写をハイライトと呼んだ。

バスケットボール選手のレブロン・ジェームズは、「もし、彼が番組のキャラクターのどれかになるなら、(彼は)カーニになるだろう」と述べている。漫画家のマイケル・カヴナは、レブロン・ジェームズのカーニに対する高評価の意見についてコメントし、ワシントンポスト紙に、それがどのように興味をそそられると感じたと書いている。
「億万長者のNBAのバスケットボール選手は、番組のけちに対する彼の敬意を引用している。」
カーニは、アメリカンフットボールでランニングバックのポジションであるセドリック・ベンソンのお気に入りのスポンジ・ボブのキャラクターでもある。

## メディア展開
カーニは、ぬいぐるみ、ビデオゲーム、コミック、トレーディングカードなどの様々な商品で紹介されている。カニカーニは、レゴプレイセットなどとコラボしている。また、アトラクションでの多くのレプリカの基礎となっている。ゲストを迎えるパールの衣装を着たマスコットとアニマトロニクスのカーニをフィーチャーした、カニカーニをモデルにしたフロートが、シー・ワールドの毎週開催される「スポンジ・ボブパレードパンツ」パレードに定期的に登場した。建物の実物大のレプリカが、2014年にパレスチナのラマッラーに建設された。
2016年1月、ニコロデオンの親会社であるバイアコムは、テキサス州にオープンする予定の同様の営利目的の「カニカーニ」レストランの運営者に対して訴訟を起こした。テキサス州の連邦裁判官は、2017年1月に、計画されたレストランがスポンジ・ボブの資産に対するバイアコムの権利を侵害し、その建設を中止したとの判決を下した。
2011年、ロック・バンドのヨ・ラ・テンゴは、カリフォルニア州、ロサンゼルスのエル・レイ劇場で、エピソード『ボクは有名人』のカニカーニのコマーシャルのライブバージョンを演奏した。ヨ・ラ・テンゴの最初のツアーの一部として含まれ、それはカーニとしてアイラ・カプランを主演させた。L.A. Recordのビリー・ギルは、パフォーマンス全体を賞賛し、カプランの印象を「デッドオン」と呼んだ。
スケッチ・コメディーシリーズのロボットチキンのエピソード「Major League of Extraordinary Gentlemen」には、カーニとパールが主演するスキットが含まれている。プログラムの他のほとんどのスケッチのようにストップモーションでアニメーション化されたこのセグメントは、カーニバーガーの秘密のレシピの材料としてカニの足を使用しているカーニを特集している。

2006年のサウンドトラックアルバム「Fishin' for Money」の「The Best Day Ever」のトラックは、カーニとしてのクランシー・ブラウンのボーカルパフォーマンスを特集している。2017年のスポンジ・ボブのブロードウェイミュージカルでブライアン・レイ・ノリスが演じるカーニは、アレックス・エバートが書いた「Daddy Knows Best」というタイトルのパールとのデュエットを歌っている。ミュージカルのブロードウェイ前のレビューで、バラエティのスティーブン・オックスマンは、ミュージカル版のカーニは、アニメ版と比較して「フラット」であり、演劇の適応性があると主張した。
「カーニのお金への執着にも、彼の娘がクジラであるという無意味な要素にも、ユーモアや機知、さらにはエッジさえありません。」
2020年に、アニメーターのThrillDaWillによって、「Mr. Krabs Overdoes on Ketamine」いうタイトルのパロディファンゲームが作成された。そのゲームでは、「運が悪かった」カーニが、「(彼の)壊滅的なケタミン中毒のために目的を達成するために歯と爪と戦う。」。